# Die Bergkameraden
Die Bergkameraden var en tysk musikgrupp inom facket Volkstümliche Musik. Gruppen bestod av åtta (sex vid scenframträdanden) sångare som tidigare sjungit i gosskörerna Regensburger Domspatzen och Tölzer Knabenchor. Gruppen började sin verksamhet 2007 och kom samma år på en andraplats i Alpen Grand Prix. Sedan 2009 samarbetade man med sångaren Oswald Sattler och vann tillsammans med denne den tyska uttagningen till Grand Prix der Volksmusik 2009. Vid den 25:e årgången av Grand Prix der Volksmusik kom man på en tredjeplats med sången "Cantata di montagna". År 2011 vann man priset Herbert-Roth-Preis i kategorin "Junge Gruppen" ("unga grupper"). Die Bergkameraden hade skivkontrakt med Telamo och under perioden 1-7 april 2013 genomförde man sin första USA-turné. Gruppens producent var Hermann Weindorf som även arbetat med Die Alpenrebellen, Dschingis Khan, Karel Gott, Stefanie Hertel, Klostertaler, Stefan Mross, Semino Rossi, Florian Silbereisen och Wind. Efter upplösningen bildade några av medlemmarna kvintetten Die Stimmen der Berge.

## Utmärkelser
- 2008: Första plats i den tyska uttagningen till Deutscher Vorentscheid Alpen Grand Prix i Vilshofen
- 2008: Andra plats i Alpen Grand Prix i Murano
- 2008: Tredje plats vid Musikantenstadl i Olympiahalle München
- 2009: Första plats i den tyska uttagningen till Grand Prix der Volksmusik tillsammans med Oswald Sattler
- 2009: Andra plats i finalen i Grand Prix der Volksmusik i München
- 2010: Tredje plats i finalen i Grand Prix der Volksmusik i Wien
- 2011: Första pris, Herbert-Roth-Preis, i kategorin "Junge Gruppen"

## Diskografi
- 2008: Alpen Grand Prix (samlingsalbum)
- 2009: Montana libre (debutalbum)
- 2009: Ich träume von der Heimat (samlingsalbum tillsammans med Oswald Sattler)
- 2009: Deutscher Vorentscheid Grand Prix der Volksmusik 2009 (samlingsalbum)
- 2009: Finale Grand Prix der Volksmusik 2009 (samlingsalbum)
- 2009: Das Beste aus dem Musikantenstadl (samlingsalbum)
- 2009: Credo (tillsammans med Oswald Sattler)
- 2010: Die Krone der Volksmusik (samlingsalbum)
- 2010: A bisserl Herzklopfen (tillsammans med Angela Wiedl)
- 2010: Deutscher Vorentscheid Grand Prix der Volksmusik 2010 (samlingsalbum)
- 2010: Finale Grand Prix der Volksmusik 2010 (samlingsalbum)
- 2010: Montana libre – Grand Prix Edition (samlingsalbum – nyutgåva av debutalbumet, med fyra nya titlar)
- 2011: Das Beste aus 30 Jahren Musikantenstadl (samlingsalbum)
- 2011: Der Mann aus den Bergen (tillsammans med Oswald Sattler)
- 2012: Solang das Feuer brennt
- 2012: Weihnacht verzaubert die Welt
- 2013: Heimatsterne